# 姚文燮
姚文燮（1628年—1692年），字经三，号羹湖，又号黄蘖山樵、听翁、泳园，室名无异室、乐耕室。江南桐城（今属安徽省）人。清前期画家、文学家、学者、官员。

## 生平
姚文燮为顺治十六年（1659年）二甲进士，授福建建宁府（今建瓯县）推官。康熙八年（1669年）改直隶雄县（今河北省雄县）知县。后迁中书太史，官至云南开化府（今文山市）同知、署阿迷州（今开远县）知州。吴三桂举兵反清，姚文燮因不从而下狱，後逃归。居京师三年，辞官回乡，隐居於黄蘖山。年六十余，记忆力急剧退化，发展至文字、姓名不识，医生不知何症，最终於康熙三十一年（1692年）病卒。

## 成就
姚文燮工诗，大学士张英称其“诗皆古调”；施润章序其诗赞云：“挥毫染翰，驰骋挽强，无不欲一空古今所为。”
姚文燮亦善书画，尤精山水画。曾为張英绘《赐金园图》，上有朱彝尊题诗。今安徽省博物馆收藏有其作品。
著有《无异堂文集》12卷、《剃麓吟》6卷等，参纂《雄县志》、《滇省通志》等。

## 延伸阅读
[在维基数据编辑]
 《清史稿·卷476》，出自趙爾巽《清史稿》